# Ega laetula
Ega laetula är en skalbaggsart som beskrevs av Leconte 1849. Ega laetula ingår i släktet Ega och familjen jordlöpare. Inga underarter finns listade i Catalogue of Life.